# Tortelkoekoeksduif
De tortelkoekoeksduif (Macropygia amboinensis) is een duif die voorkomt in een groot gebied dat reikt van de Molukken tot in Nieuw-Guinea. Een zeer verwante soort, de sultanskoekoeksduif (M. doreya) wordt vaak nog beschouwd als ondersoort.

## Kenmerken
De tortelkoekoeksduif varieert in lengte tussen de 35 en 37 cm. Het is een overwegend bruingekleurde duif. Het verschil met de andere soorten uit dit geslacht is de ongestreepte, egaal roodbruine staart. Het vrouwtje heeft horizontale strepen op de borst, het mannetje is daar egaal lichtbruin. De duif is variabel van kleur. Er zijn zestien ondersoorten die leven op de verschillende eilandgroepen binnen het verspreidingsgebied.

## Verspreiding en leefgebied
De tortelkoekoeksduif komt voor van de Molukken tot aan Nieuw-Guinea en alle tussenliggende en omliggende eilanden, wat leidt tot een groot aantal ondersoorten. Het is een algemeen voorkomende standvogel in secondair bos, gebieden met struikgewas en tuinen. De volgende negen ondersoorten worden onderscheiden:
- M. a. amboinensis: zuidelijke Molukken.
- M. a. admiralitatis: Admiraliteitseilanden.
- M. a. carteretia: Nieuw-Brittannië, Nieuw-Ierland, Lihir en Lavongai.
- M. a. keyensis: Kei-eilanden.
- M. a. maforensis: Numfor.
- M. a. griseinucha: Mios Num.
- M. a. meeki: Manam (nabij noordoostelijk Nieuw-Guinea).
- M. a. cinereiceps: Japen, Nieuw-Guinea en de D'Entrecasteaux-eilanden.
- M. a. cunctata: Louisiaden.

## Status
De grootte van de populatie is niet gekwantificeerd, maar de aantallen blijven stabiel. Om deze redenen staat deze koekoeksduif als niet bedreigd op de Rode Lijst van de IUCN.